# Pokrajina Torino
Pokrajina Torino (v italijanskem izvirniku Provincia di Torino, izg. Provinča di Torìno) je bila ena od osmih pokrajin, ki so sestavljale italijansko deželo Piemont. Na severu je mejila z deželo Dolina Aoste, na vzhodu s pokrajinami Biella, Vercelli, Alessandria in Asti, na jugu s pokrajino Cuneo in na zahodu s Francijo.

## Večje občine
Glavno mesto je Torino, ostale večje občine so (podatki 31.12.2006):
| Občina           | Prebivalcev |
| ---------------- | ----------- |
| Torino           | 902.255     |
| Moncalieri       | 55.059      |
| Rivoli           | 51.996      |
| Collegno         | 49.634      |
| Nichelino        | 48.297      |
| Settimo Torinese | 47.441      |
| Grugliasco       | 38.725      |
| Venaria Reale    | 35.660      |
| Chieri           | 34.312      |
| Pinerolo         | 34.241      |

## Naravne zanimivosti
Dežela Piemont ima največje število gorskih skupnosti v Italiji, trenutno 46. Na Torinsko pokrajino jih odpade kar 13, saj se je praktično vsaka dolina ob pritokih Pada odločila za ta način gospodarsko-ekološkega samoupravljanja.
Seznam zaščitenih področij v pokrajini:
- Narodni park Gran Paradiso (Parco nazionale del Gran Paradiso)
- Regijski park La Mandria (Parco regionale La Mandria)
- Krajinski park Laghi di Avigliana (Parco naturale dei Laghi di Avigliana)
- Krajinski park Gran Bosco di Salbertrand (Parco naturale del Gran Bosco di Salbertrand)
- Krajinski park Collina Torinese (Parco naturale della Collina Torinese)
- Krajinski park Orsiera Rocciavrè (Parco naturale Orsiera Rocciavrè)
- Krajinski park Val Troncea (Parco naturale della Val Troncea)
- Mokrišče Lago di Candia (Parco naturale di interesse provinciale del Lago di Candia)
- Naravni rezervat Orrido di Chianocco (Riserva naturale speciale dell' Orrido di Chianocco)
- Naravni rezervat Orrido di Foresto (Riserva naturale speciale dell'Orrido di Foresto)
- Naravni rezervat Rocca di Cavour (Riserva naturale speciale Rocca di Cavour)

## Zgodovinske zanimivosti
Pod fašizmom, ko je bila ustvarjena pokrajina Aosta, so ji bila dodeljena tudi nekatera piemontska ozemlja, predvsem mesto Ivrea z okolico. Na ta način naj bi nova pokrajina pridobila ekonomsko in kulturno bogate kraje in nekoliko omilila sicer tipično alpski značaj. V resnici je šlo za priključitev popolnoma italijanskih ozemelj francosko govoreči pokrajini, kar je seveda močno znižalo odstotke njenih francoskih komponent. Zato so kmalu po ustanovitvi Avtonomne pokrajine Aosta leta 1946 ta ozemlja spet prešla v pokrajino Torino in s tem v deželo Piemont.